# Сантелли, Йоле
Йоле Сантелли (итал. Jole Santelli; 28 декабря 1968, Козенца — 15 октября 2020, Козенца) — итальянский адвокат и политик, губернатор Калабрии (2020).

## Биография
Родилась 28 декабря 1968 года в Козенце, окончила Римский университет Сапиенца, где специализировалась в уголовном праве и процессе.
Практиковала в адвокатских бюро Тины Лагостена-Басси и Чезаре Превити.
Начинала политическую деятельность в рядах Социалистической партии, в 1994 году вступила в партию Сильвио Берлускони «Вперёд, Италия».
С 2001 по 2020 год — депутат Итальянской Республики с XIV по XVIII созыв, избираясь последовательно от партий «Вперёд, Италия», Народ свободы и с 2013 года — новой «Вперёд, Италия».
В 2001—2006 годах являлась младшим статс-секретарём Министерства юстиции во втором и третьем правительствах Берлускони, а также младшим статс-секретарём Министерства труда и социальной политики в правительстве Летта.
В 2014 году Берлускони назначил Сантелли региональным координатором партии в Калабрии, с 28 июня 2016 года она занимала должность вице-мэра Козенцы и коммунального асессора по вопросам культурной политики.
В преддверии региональных выборов 2020 года в Калабрии на межпартийных консультациях с участием Берлускони, Маттео Сальвини и Джорджи Мелони было решено, что единый кандидат на должность губернатора должен представлять партию «Вперёд, Италия». После того как Лига Севера безусловно отклонила кандидатуру мэра Козенцы Марио Окьюто, стороны сошлись на личности вице-мэра — Йоле Сантелли, и 9 декабря 2019 года она ушла в отставку для проведения предвыборной кампании.
26 января 2020 года по итогам прямого голосования в ходе региональных выборов, будучи лидером правоцентристской коалиции в составе партий «Вперёд, Италия», «Братья Италии», Лига, Союз Центра, «Дом свобод» и списка «Сантелли — губернатор» победила лидера левоцентристов Филиппо Каллипо и стала первой в истории Калабрии женщиной — губернатором. 15 февраля вступила в должность.
Скончалась у себя дома в ночь на 15 октября 2020 года. По сведениям газеты «il Messagero» Сантелли страдала онкологическим заболеванием.
Исполняющим обязанности главы региональной администрации автоматически стал вице-губернатор и асессор по культуре Антонино Спирли.